# جائزة فرنسا الكبرى للدراجات النارية 2015
جائزة فرنسا الكبرى للدراجات النارية 2015 هو سباق دراجات نارية أقيم بتاريخ 17 مايو 2015 في لو مان، فرنسا. كان الجولة الخامسة من أصل 18 في سباق الجائزة الكبرى للدراجات النارية موسم 2015. فاز الإسباني خورخي لورنزو بفئة الموتو جي بي بينما جاء الإيطالي فالنتينو روسي في المركز الثاني.

## وصلات خارجية
- الموقع الرسمي